# Rhynchospora caesionux
Rhynchospora caesionux är en halvgräsart som beskrevs av Tetsuo Michael Koyama. Rhynchospora caesionux ingår i släktet småag, och familjen halvgräs. Inga underarter finns listade i Catalogue of Life.